# Accident (philosophie)
Pour les articles homonymes, voir Accident (homonymie).
L'accident (grec ancien : συμβεβηκός, symbebèkos ; latin : accidens) est un concept de philosophie qui désigne ce qui appartient à une substance de façon non nécessaire. Contrairement à la substance, l'accident n'existe pas par soi, mais dans un autre. Il est variable et peut cesser de se trouver dans une substance sans que la substance en soit détruite pour autant. Central dans la métaphysique et la logique d'Aristote, le concept d'accident est largement repris, commenté et approfondi par les philosophes médiévaux.

## Concept
Le philosophe grec Aristote fait du couple substance (ou essence)-accident l'une des grandes oppositions de sa philosophie.  Dans la Métaphysique (livre Δ, ch. 30), l'accident est défini comme « ce qui va avec une substance », c'est-à-dire ce qui appartient à la substance. En ce sens, l'accident ne peut pas exister sans une substance, l'accident n'est pas « par soi ».
L'accident n'appartient pas essentiellement et nécessairement à la substance, il peut en être conceptuellement détaché et réellement retiré. Par exemple, « homme » est une substance par soi, qui ne peut être dite d'autre chose, en revanche « blanc » est un accident qui peut exister dans la substance « homme » et qui peut être dit de lui. L'accident « blanc » ne peut être pensé sans l'homme qui est blanc, en revanche un homme n'est pas nécessairement blanc.
Aristote se sert de la distinction entre la substance et l'accident pour réfuter les sophistes qui croient que tout est variable. En effet, lorsque les accidents disparaissent, la substance demeure. Pellegrin écrit qu'« en perdant sa blancheur, un homme ne perd pas la vie ».
Le Stagirite utilise le concept d'accident dans le cadre de sa philosophie du hasard afin de fonder un concept de hasard proprement aristotélicien. L'accident est le contraire de la nécessité : « si quelqu'un vient à trouver un trésor en creusant un trou pour y planter un arbre, c'est un pur accident de rencontrer un trésor en creusant une fosse ». Par conséquent, l'accident n'a pas de cause déterminée.
Cependant, Aristote donne encore un sens du concept d'accident qui diffère du précédent : le Stagirite parle d'« accidents par soi ». Ce sont des propriétés qui appartiennent à une substance sans pour autant appartenir à l'essence de cette substance. En d'autres termes, ce sont des propriétés stables de la substance sans pour autant constituer sa définition. Le fait d'avoir « la somme de ses angles égale à deux droits » est un accident par soi du triangle, tout comme le fait d'avoir des serres pour le rapace, explique Pellegrin.

## Postérité
Dans la philosophie médiévale, l'accident fait partie des cinq universaux avec le genre, l'espèce, la différence et le propre.
Le philosophe persan Avicenne spécifie les « accidents essentiels » : « Tout ce qui suit la chose pour elle-même sans que cette séquence dépende d'une cause ni qu'elle soit une de ses espèces, cela appartient aux accidents essentiels de la chose et à ses états premiers ».
D'après le spécialiste Cyrille Michon, Thomas d'Aquin, théologien et philosophe scolastique, reprend la terminologie aristotélicienne et approfondit la notion d'accident, à la suite des commentateurs grecs, arabes et latins.